# Dendrocerus laticeps
Dendrocerus laticeps är en stekelart som först beskrevs av Hans Hedicke 1929.  Dendrocerus laticeps ingår i släktet Dendrocerus och familjen trefåresteklar. Arten är reproducerande i Sverige. Inga underarter finns listade i Catalogue of Life.